# Klus (Tal)

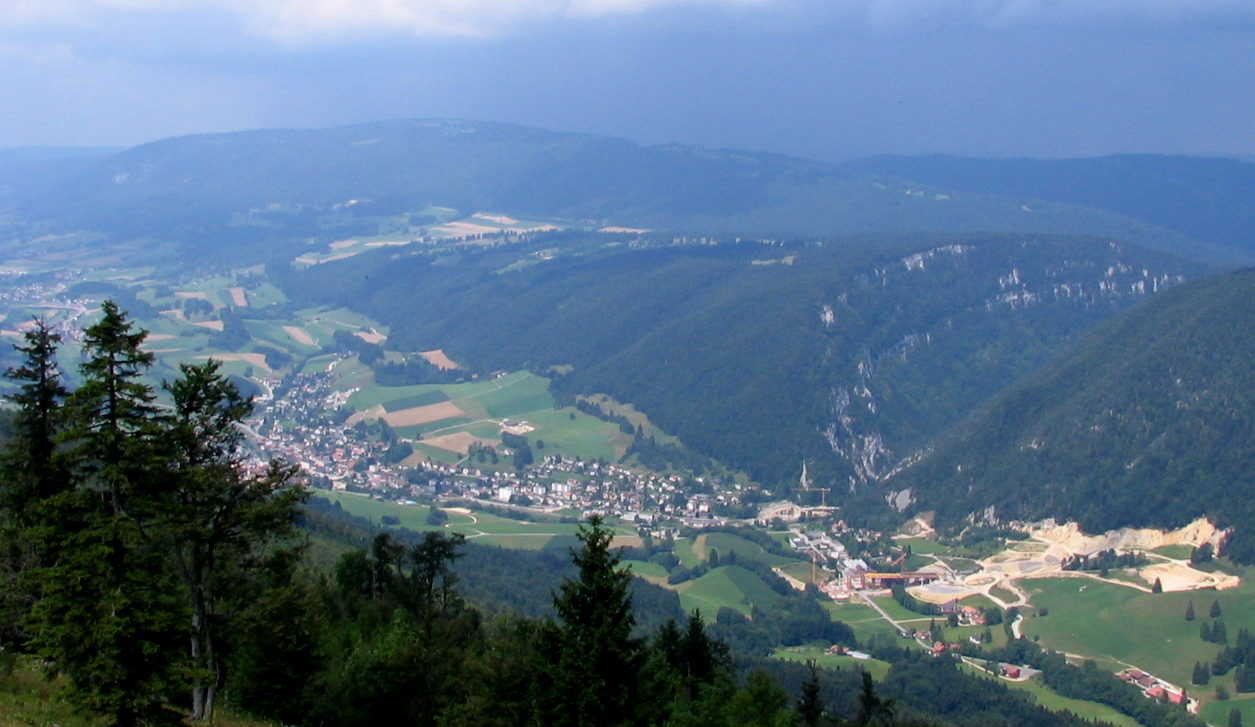
Rechts im Bild ein Beispiel einer Klus: die Birs fließt durch die Gorges de Court zwischen Court und Moutier.

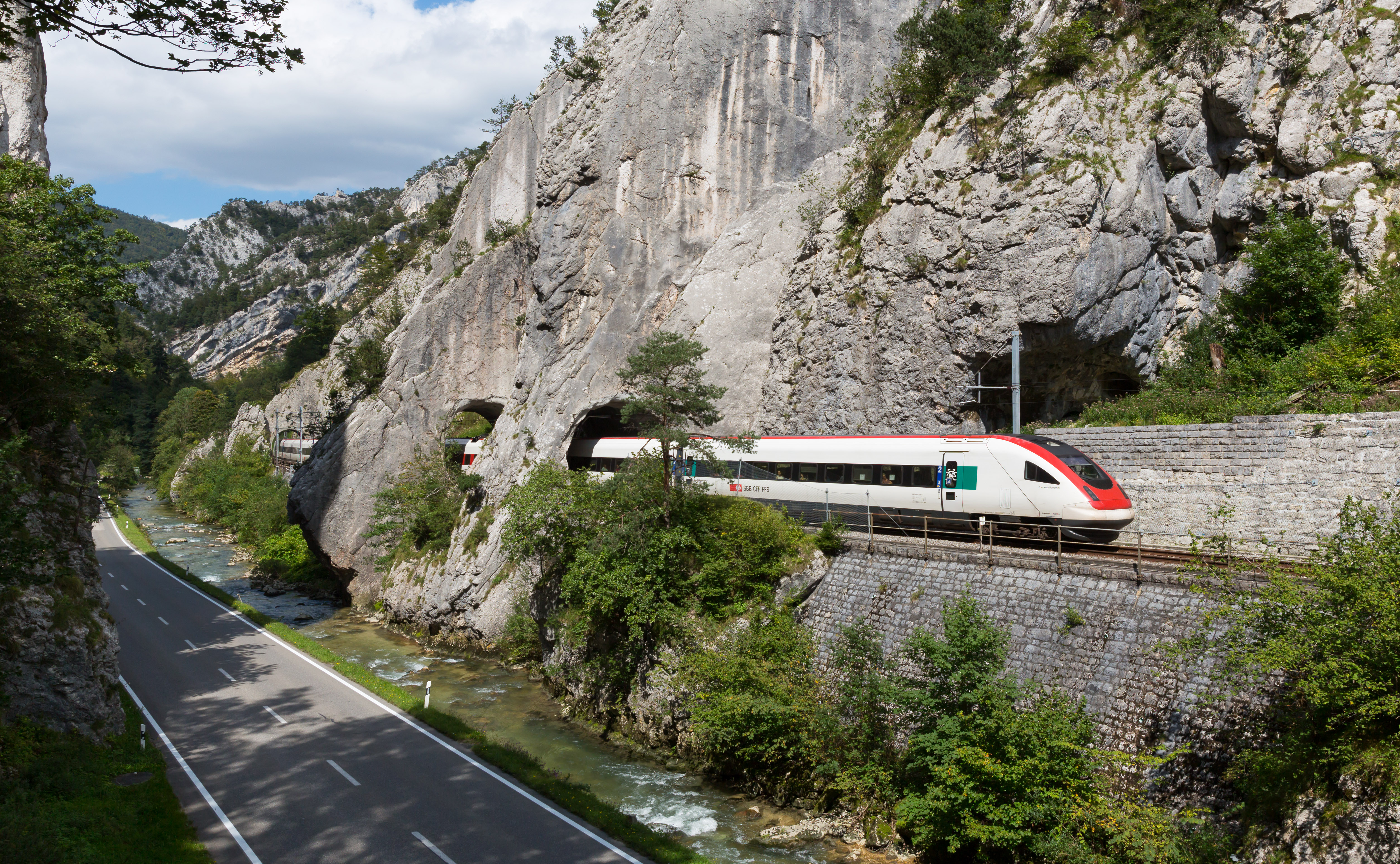
Hauptstrasse, Birs und SBB-Bahnlinie in der Klus von Moutier

Eine Klus (vom lateinischen clusa = umschlossener Raum, siehe Klause (Engpass)) ist eine Bezeichnung für ein Quertal oder Durchbruchstal eines oft größeren Flusses, eine Art von Schlucht mit steilen, felsigen Seitenwänden, aber mit verhältnismäßig geringem Gefälle des Talgrundes.
Der Ausdruck wird in der Schweiz hauptsächlich für die Juraklusen verwendet, die Quertäler im Jura. Am bekanntesten ist die Schüssklus, allerdings hauptsächlich unter dem Namen Taubenlochschlucht, in der Klus von Balsthal stehen die einst berühmten Schweizer Stahlwerke Von Roll heute weitgehend ungenützt und erinnern an die Wasserkraftnutzung in der Zeit der Industrialisierung, die in vielen Klusen ihren Anfang fand. Im Jura sind die Klusen wichtige Verkehrsverbindungen zwischen den großen Längstälern.
Auch etwa in der Stadt Zürich gab die Hegibach-Klus mit früheren Handwerkniederlassungen einem heutigen Villenquartier seinen Namen: Klusplatz.

## Entstehung
Die Klusen sind einerseits dadurch entstanden, dass ein Fluss quer zu einer sich – tektonisch durch Hub, Schub, Faltung usw. – neu aufbauenden Kammlinie floss. Die Erosion konnte mit dem Tempo der Auffaltung mithalten. Dieser Vorgang wird Antezedenz genannt.
Die zweite Variante ist, dass ein Gewässer eine Deckschicht seitwärts durchbricht (Beispiel: durch ein Kluftsystem). Dadurch entsteht eine Halbkluft. Wird diese nun durch die Erosion, respektiv durch die Korrosion rückwärts angegriffen, so entsteht ein Quertal, also ein Klus.